# Холсгров, Джордан
Джордан Уильям Холсгров (англ. Jordan William Holsgrove; род. 10 сентября 1999, Эдинбург) — шотландский футболист, полузащитник клуба «Олимпиакос», выступающий на правах аренды за «Эшторил-Прая».

## Клубная карьера
Холсгров — воспитанник английского клуба «Рединг». Джордан выступал за юношеские команды разных возрастов. В 2019 году для получения игровой практики он на правах аренды перешёл в испанский «Атлетико Балеарес». В 2020 году Холсгров перешёл в «Сельту», где для получения игровой практики выступал за дублирующий состав. 8 января 2021 года в матче против «Вильярреала» он дебютировал в Ла Лиге. Летом 2022 года Холсгров перешёл в португальский «Пасуш де Феррейра». 8 августа в матче против «Жил Висенте» он дебютировал в Сангриш лиге.